# Otto von der Malsburg
Otto Ferdinand Wilhelm Carl Ludwig von der Malsburg (* 30. Dezember 1802 in Kassel; † 11. März 1867 in Elmarshausen (Landkreis Kassel)) war Kammerherr, Oberforstmeister und Abgeordneter der kurhessischen Ständeversammlung.

## Leben

### Herkunft und Familie
Otto von der Malsburg entstammte dem hessischen Adelsgeschlecht von der Malsburg und war der Sohn des Oberforstmeisters Heinrich von der Malsburg (1775–1847) und dessen Gemahlin Sophie Dorothea von Baumbach-Roppershausen (1776–1829). Am 19. September 1831 heiratete er Friederike von Voigt (1807–1843). Aus dieser Ehe stammen die Töchter Albertine und Sophie sowie die Söhne Otto Heinrich (1835–1921) und Kurt (1836–1906). Nach Friederikes Tod heiratete Otto deren Schwester Charlotte (1809–1878). Sein Grab befindet sich in der Nähe von Rothwesten.

### Wirken
Nach seiner Schulausbildung erlernte Otto den Beruf des Försters und war später als Oberforstmeister tätig. In dieser Funktion oblag ihm die Leitung eines Forstbezirks. In den Jahren 1848 und 1849 war er als Vertreter des Landgrafen Wilhelm Mitglied der Kurhessischen Ständeversammlung. Ottos politische Heimat waren reaktionär-konservative Kräfte. Von 1853 bis 1860 war er Mitglied der Ersten Kammer der Ständeversammlung.
Er war Kammerherr und in den Jahren 1860 bis 1867 Vizemarschall der Althessischen Ritterschaft.